# Секретариат бреве князьям и латинских писем
Секретариат Бреве Князьям и Латинских Писем (итал. Segretariato per i Brevi ai principi e per le lettere latine), или коротко Секретариат Бреве — в прошлом был одним из важных служб Римской Курии, которые были упразднены в XX веке. Секретариат был отделен от Апостольского секретариата 31 декабря 1487 года. Секретариат имел два маленьких отдела.

## Секретариат Бреве Князьям
Секретариат Бреве Князьям был отделен от Апостольского секретариата бреве папской буллой Romanus Pontifex в апреле 1648 года. Секретариат Бреве Князьям состоял из секретаря и двух административных помощников. Секретарь был прелатом, чья обязанность состоит в том, чтобы написать папские бреве, адресованные императорам, королям, мирским князьям или другим высокопоставленным особам. Он также подготавливал речи которые папа римский, произносил на консисториях, и в энцикликах или апостольских письмах, адресованных епископам и верным. Все это он делал согласно инструкциям римского папы. Он был должен быть опытным латинистом, так как эти документы написаны на латинском языке.

## Секретариат Латинских Писем
Секретарь Латинских Писем был также прелатом или тайным камергером (итал. cameriere segreto), чьими обязанностями должно было быть написание письма с меньшим количеством торжественности, которую верховный понтифик адресует различным особам. Он имел административного помощника.
Среди людей, которые занимали этот пост, следует отметить монсеньора Винченцо Тароцци. Писатель Guido Gualtieri был секретарём письма Сикста V, ученый Мишель Ферруччи был секретарём при Папе Льве XII.

## Список кардиналов-секретарей бреве
…
- Маттьё Контрель (1583—1585);
- Шипионе Ланчелотти (1585—1598);

…
- Иоханнес Вальтер Слюс (1 января 1686 — 16 июля 1687);
- Джанфранческо Альбани (5 октября 1687 — 23 ноября 1700);
- Фабио Оливьери (24 ноября 1700 — 9 февраля 1738);
- Доменико Сильвио Пассионеи (15 мая 1738 — 5 июля 1758);
- Никколо Мария Антонелли (5 августа 1761 — 25 сентября 1767);
- Андреа Негрони (5 октября 1767 — 3 марта 1775);
- Инноченцо Конти (3 марта 1775 — 15 ноября 1785);
- Ромоальдо Браски-Онести (5 января 1787—1799);
  - вакантно (1799—1803) ;
- Чарльз Эрскин (28 марта 1803 — 20 марта 1811), про-секретарь;
  - вакантно (1811—1814) ;
- Джулио Габриэлли младший (26 июля 1814 — 9 мая 1817);
- Эрколе Консальви (10 мая 1817 — 24 января 1824);
- Джузеппе Альбани (30 января 1824 — 3 декабря 1834);
- Эммануэле де Грегорио (11 декабря 1834 — 7 ноября 1839);
- Луиджи Ламбрускини (12 ноября 1839 — 12 мая 1854);
- Винченцо Макки (27 июня 1854 — 30 сентября 1860);
- Габриэле делла Дженга Серматтеи (13 октября 1860 — 10 февраля 1861);
- Гаспаре Бернардо Пьянетти (18 марта 1861 — 20 января 1862);
- Бенедетто Барберини (5 февраля 1862 — 10 апреля 1863);
- Никкола Парраччани Кларелли (24 апреля 1863 — 7 июля 1872);
- Фабио Мария Асквини (12 июля 1872 — 23 декабря 1878);
- Доменико Карафа делла Спина ди Траэтто (30 января — 17 июня 1879);
- Теодольфо Мертэль (29 июня 1879 — 24 марта 1884);
- Флавио III Киджи (24 марта 1884 — 15 февраля 1885);
- Мечислав Ледуховский (4 марта 1885 — 26 января 1892);
- Серафино Ваннутелли (28 января 1892 — 16 января 1893);
- Луиджи Серафини (19 июня 1893 — 1 февраля 1894);
- Гаэтано де Руджеро (25 июня 1894 — 9 октября 1896);
- Луиджи Макки (22 декабря 1896 — 29 марта 1907).